# Lakeysha Wright
Lakeysha Wright ist eine ehemalige US-amerikanische Basketballspielerin.

## Laufbahn
Die aus Paterson im US-Bundesstaat New Jersey stammende Wright spielte in ihrer Heimatstadt Basketball gemeinsam mit ihrer Zwillingsschwester Falisha an der John F. Kennedy High School. Zusammen wechselten sie 1991 an die San Diego State University. Dort spielte die 1,68 Meter große Lakeysha Wright bis 1995 und erlangte 1996 einen Hochschulabschluss im Fach Sport. Sie gewann mit San Diego zweimal den Meistertitel in der Western Athletic Conference und stand am Ende ihrer vier NCAA-Spieljahre in der ewigen Bestenliste der San Diego State University jeweils unter den besten Zehn in den statistischen Wertungen Korbvorlagen und Ballgewinne. Von 1996 bis 2000 war Wright an der San Diego State University Assistenztrainerin.
2000 kehrte die Aufbauspielerin aufs Spielfeld zurück und wechselte nach Deutschland zum Bundesliga-Aufsteiger SC Rist Wedel. Bei den Norddeutschen war Wright Leistungsträgerin, die Zeitung Die Welt bezeichnete sie als „Zuschauermagnet und Erfolgsgeheimnis“, das Hamburger Abendblatt stufte sie als „Ballkünstlerin“ und „eine der besten Spielmacherinnen der Liga“ ein. Wright erreichte mit dem Bundesliga-Neuling im März 2001 das Endspiel des deutschen Pokalwettbewerbs, das gegen BTV Wuppertal verloren wurde. Wright ging nach der Saison in die Vereinigten Staaten zurück.